# HMS Unbeaten (N93)
Le HMS Unbeaten est un sous-marin britannique de la classe U en service dans la Royal Navy pendant la Seconde Guerre mondiale.
Sa quille est posée le 22 novembre 1939 au chantier naval Vickers-Armstrong à Barrow-in-Furness, en Angleterre. Il est lancé le 9 juillet 1940 et mis en service le 10 novembre 1940 sous le commandement du lieutenant Edward Arthur Woodward.

## Historique
L'Unbeaten passa une grande partie de sa carrière dans la Méditerranée, où il coula le voilier italien V 51 / Alfa, le marchand vichyste PLM 20, le sous-marin italien Guglielmotti et le sous-marin allemand U-374. Le submersible affirma également avoir coulé deux voiliers par canon le 15 juillet 1941 sur les routes de Marsa Zuag, en Libye, mais des sources italiennes confirme qu'il ne s'agit que de dommages commis sur un navire de pêche.
L'Unbeaten a également légèrement endommagé le marchand italien Vettor Pisani le 16 mars 1942, attaqué sans succès le marchand italien Silvio Scaroni, le transporteur de troupes italien Esperia et un grand transport de troupes italien, l'Océanie ou le Neptunia.
Après un radoub à Chatham, l'Unbeaten est attaché à la troisième flottille sous-marine en Écosse. Après avoir quitté Holy Loch lors de sa dernière patrouille, l'Unbeaten achève l'opération Bluestone, en débarquant un agent en Espagne, près de Bayona. Alors qu'il rentrait au Royaume-Uni, le submersible est porté disparu dans le golfe de Gascogne. Il a probablement été attaqué et coulé par erreur le 11 novembre 1942, par un Wellington de la Royal Air Force du 172e Escadron du Coastal Command, à la position 46° 50′ N, 6° 51′ O, dans le golfe de Gascogne. La totalité des membres d'équipage ont été tués dans ce naufrage.